# Tiburcio de Redín y Cruzat
Tiburcio de Redín y Cruzat, (Pamplona, España, 11 de agosto de 1597-La Guaira, Venezuela, 31 de agosto de 1651), barón de Bigüezal, caballero de Santiago, fue un militar y marino español del siglo XVII.
Conocido como el "Júpiter de España" por su liderazgo y potencia marcial, fue de comportamiento ejemplar en lo castrense, pero de vida personal agitada y conflictiva. Al llegar a la madurez, su vida sufrió una profunda y repentina transformación al descubrir su vocación misionera para seguir el camino clerical que habían seguido la mayoría de sus hermanos tomando los hábitos capuchinos bajo el nombre de fray Francisco de Pamplona.
Fray Baltasar de Lodares, en su obra Los franciscanos capuchinos de Venezuela, basada en un retrato existente en el Museo del Prado (Madrid), atribuido al padre Juan Ricci, lo presenta en los siguientes términos:

El entrecejo fruncido como un nubarrón de tormenta, sobre su mirada dura y desafiadora; los bigotes encabritados por las puntas, el mentón audaz y provocativo, orlado de un pelillo áspero e impertinente; la cabeza revuelta e indómita, cayendo sobre el cuello; las botas altas y pesadas.
Baltasar de Lodares, Caracas, 1929

En su memoria se le dedicó el nombre de una calle en Pamplona, su ciudad natal.

## Biografía
Nació en Pamplona el 11 de agosto de 1597 y era el menor de los nueve hijos de don Carlos de Redín y de doña Isabel Cruzat. Es, por ello, hermano de Martín de Redín y Cruzat.
Al cumplir los catorce años, ingresaba en los Tercios de Infantería españoles para combatir en las guerras de Italia, donde al poco tiempo, por su arrojo y valentía lograba el grado de alférez, grado militar que se le concedió para recompensarle sus méritos en el asalto de la fortaleza de San Andrés, en el sitio de Vercelli de 1617. 
A sus pocos años, por su capacidad castrense, en 1620 ocupaba el cargo de capitán de mar y guerra, estando al mando de uno de los galeones que hacían la travesía atlántica hacia el Nuevo Mundo (parece ser que era el “Nuestra Señora de Atocha”). En 1624, se le destinó a Portugal, al mando de una compañía de Piqueros de Infantería, bajo las órdenes del marqués de Hinojosa, con el que ya había combatido en las guerras de Italia. 
Después pasaría a Armada del Océano, prestando su apoyo y auxilio al marino don Antonio de Oquendo donde sostendría algunos combates navales. En alguno de estos enfrentamientos resultó herido, en un brazo y en el pecho. Al recuperarse fue llamado a la Corte, donde el rey Felipe IV le recompensó su demostrada valentía, regalándole una cadena de oro y dándole el cargo de Gobernador, de la nueva armada que se estaba aprestando en la ensenada de Barcelona.

## El valor era su divisa
Tiburcio de Redín era tajante a la hora de solventar situaciones difíciles, lo que le hacía ser temido por los que se veían obligados a enfrentarse con el aristócrata pamplonés. Uno de los ardides, que empleó en una ocasión, fueron de los que le hicieron pasar a la historia legendaria; en esa ocasión, fue conocedor de que un pirata holandés le estaba esperando a que se hiciera a la mar con su bajel; pero Redín mandó cargarlo con piedras, para aparentar que iba sobre cargado de tesoros.
Redín ordenó inutilizar la artillería de su buque y reforzó a la tripulación con infantes españoles, se hizo a la mar sin preocuparse de los que le esperaban. Sopesando vencer la embestida, el buque holandés, puso rumbo de encontrada hacía la nao española, al llegar le pidieron cuartel aduciendo que su capitán estaba gravemente enfermo, al mismo tiempo que todos los españoles aparentaban estar enormemente asustados.
Persuadido el capitán holandés de que eran ciertos los hechos, pasó a tomar el buque español y se dirigió a la cámara del capitán, supuestamente enfermo, al entrar se encontró con que Redín le descerrajó un tiro que lo echó por tierra, sirviendo al mismo tiempo de aviso a la gente de Redín para que abordaran la nave holandesa. La reacción de los piratas, fue intentar disparar sobre su propio buque, que ya había sido abordado y conquistado por los españoles, pero como encontraron la artillería inutilizada, no tuvieron más remedio que resignarse a ser apresados por los españoles.
Esta acción sucedía en unas circunstancias especiales, ya que Redín iba como arrestado con destino a España, por orden de la Real Audiencia de Santo Domingo y por una de sus acostumbradas travesuras. Es este caso, poco más se le podía pedir, ya que las que utilizaba con sus enemigos, también lo hacía con los amigos, era su forma de ser. En este caso, la jugada le salió redonda, puesto que logró entrar en la bahía de Cádiz, con el buque holandés apresado.
Por su conflictivo carácter, siempre andaba huyendo de la justicia, su vida era una constante zozobra, y los accidentes y las pendencias inevitablemente se le atravesaban en su camino. Una de las veces que se encontraba en Madrid, y obligado a huir de la justicia que lo andaba buscando, su ingenio se impuso una vez más y logró esquivarlos haciéndose pasar por un lisiado paralítico. 
Regresó a Sevilla y de nuevo tuvo que salir huyendo, por la persecución, está vez de un marido celoso, pero otra vez su inventiva se puso de manifiesto; se dirigió a su general y le pidió le entregara el mando de cuatro bajeles, con el pretexto de tener una misión oficial para realizar un servicio señalado.

## Cambio de rumbo
A sus 40 años, aunque en su vida militar había cumplido con su misión sirviendo a la patria en las acciones encomendadas, quizás cansado de tanta aventura y de aquella vida de pendencias y sobresaltos que llevaba, decidió buscar la paz espiritual e ingresó en un convento, siendo admitido en la Orden Capuchina de Tarazona, el día 26 de junio del año de 1637, tomando el nombre de fray Francisco de Pamplona.
Aunque ahora vestía hábito monástico, parecía que las dificultades le buscaban allá por donde iba, de nuevo, en un viaje al norte de África, el buque en el que viajaba junto a otros frailes y el prefecto de la Orden, fue visto por un navío holandés, que inmediatamente se puso a dar caza al español. Enterado el capitán del buque de que él estaba a bordo, le rogó al prefecto de los capuchinos que le pidiese a Redín que se pusiera al mando del buque, pues no encontraba otra solución.
Cuando el prefecto de la Orden le indicó que era su obligación para evitar caer en manos de herejes y que le obedeciese, quedando de momento a su entera libertad de acción y sin obligación ni pena para su alma, ya que estaba en juego la defensa de España y de su Cristianismo; Redín de un manotazo arrebató la espada del capitán, comenzó a dar órdenes, entraron en combate y después de que se impuso la superioridad española, los holandeses no tuvieron otro remedio que escapar para no ser castigados con mayor dureza. Algún tiempo después solicitaba formar parte de las misiones venezolanas.

## Leyenda o realidad
En su nuevo estatus se comportó muy dignamente, era muy devoto y cumplía a rajatabla las disciplinas de la orden. Pero “donde hubo fuego siempre quedaron cenizas”. Tanto de su vida militar como de la evangélica, se comentan hechos que rayan lo legendario, pero dado su fuerte carácter y su forma de solucionar los problemas, a estas posibles leyendas se les pueden dar visos de realidad.
En una ocasión, estando de viaje, se encontró en un mesón de Tudela, donde unos matones intentaron abusar de la mesonera y de sus hijas; Redín les recriminó su actitud, pero los fanfarrones viendo delante de ellos un pobre fraile, no lo tomaron en cuenta y siguieron con su molesta diversión. Esto hizo resucitar las mañas del viejo capitán, por lo que sirviéndose de un látigo, comenzó a darles tales trallazos de manera que los otros no tuvieron otra opción que la de darse a la fuga.
En otra ocasión en que se dirigía al sur de España, se hospeda en un pueblo de Toledo; el curioso ventero, amigo de enterarse de vidas ajenas, entabla diálogo con el recién llegado clérigo:-¿Es cierto que el célebre soldado, don Tiburcio de Redín ha tomado él hábito capuchino? -Sí, hermano -le responde el fraile ¡Gracias a Dios!, -contesta el ventero- que se ha corregido; pero…, ¿Cree ud.. padre que perseverará en los votos que ha hecho?-Confío en Dios que sí, hermano, -le responde fray Francisco de Pamplona- ¡Vive Dios…! -exclama el ventero-, mucho me temo…, porque hombre más tremendo que ese no lo he conocido jamás. Cuando pasaba por aquí, eran seguras las riñas, las heridas, la sangre… 
El ventero seguía con su retahíla, comentando la turbulenta vida del personaje, mientras este le escuchaba dando cuenta de un plato de lentejas. Cansado el fraile de tanta historia mundana que le apartaba de sus pensamientos evangélicos, secamente le suelta al ventero: -Perdón, hermano…. ¡Yo soy Tiburcio de Redín!

## Epílogo
Este clérigo, que tan bien conocía el área del Caribe por su destino en los barcos que perseguían la piratería, a partir de 1650 fue uno de los grandes impulsores de las misiones venezolanas, a él particularmente y a otros impulsores misionales que cumplieron con su apostolado, se deben estas palabras de agradecimiento que les dedica Duarte Level: 
“Empero sobre la tumba de los capuchinos, Venezuela está obligada a depositar coronas de agradecimiento. Esos frailes salvaron la integridad de la Patria. En nuestra cuestión de límites con la Guayana inglesa, el único argumento sólido e incontestable que pudimos presentar para justificar nuestro derecho sobre Guayana fue la obra que allí hicieron los misioneros. A ellos les debemos no haberlo perdido todo. Hasta donde llegaron los religiosos en su misión evangélica puede decirse que llegaron nuestras fronteras. Al plantar la cruz fijaron los linderos de Venezuela”.
Tiburcio de Redín y Cruzat, el soldado y el marino que cumplió con su deber obtuvo y tantos premios mereció (entre estos el hábito de Santiago), o el humilde fray Francisco de Pamplona, como se le conoció en su corta vida religiosa, imprevistamente moría en el puerto de La Guaira (Venezuela) el 31 de agosto de 1651, cuando venía a España a reclutar más misioneros para contribuir a la evangelización que llevaban a cabo las misiones venezolanas.